# Hiệp hội bóng đá Trung Á
Hiệp hội bóng đá Trung Á (CAFA) (tiếng Anh: Central Asian Football Association) là một hiệp hội của bóng đá quốc gia đang thi đấu ở Trung Á.
Vào tháng 6 năm 2014, liên đoàn đã được phê duyệt theo nguyên tắc của Liên đoàn bóng đá châu Á và thông qua tại Đại hội bất thường trong tháng 1 năm 2015 khi Cúp bóng đá châu Á 2015 đang diễn ra. Kết quả, CAFA trong tương lai sẽ có thể trở thành thành viên Ban chấp hành AFC.
Sự hình thành của CAFA do Liên đoàn bóng đá Iran khởi xướng sau tranh chấp với các thành viên Liên đoàn bóng đá Tây Á. Chủ tịch AFC Salman Bin Ibrahim Al-Khalifa đã đạt được kết quả tích cực về mặt chính trị từ việc tạo ra khu vực mới.

## Lịch sử
Thành viên của 6 quốc gia gặp gỡ với chủ tịch AFC Sheihk Salam vào ngày 10 tháng 5 năm 2014 để nói về khả năng để tạo ra một khu vực bóng đá châu Á mới. Các đoàn đại biểu đã được mời bởi chủ tịch AFC sau sáng kiến của Iran và Afghanistan. Tại Đại hội bất thường AFC vào ngày 09 tháng 6 năm 2014 ở São Paulo, kế hoạch về khu vực mới đã được phê chuẩn bởi đại hội.

## Các thành viên hiệp hội
CAFA sẽ bao gồm 6 thành viên hiệp hội. Tất cả đều là thành viên của Liên đoàn bóng đá châu Á.
| Hiệp hội     | Giải bóng đá vô địch quốc gia                        | Cúp bóng đá quốc gia | Siêu cúp               |
| ------------ | ---------------------------------------------------- | -------------------- | ---------------------- |
| Afghanistan  | Afghan Premier League                                | -                    | -                      |
| Iran         | Persian Gulf Pro League Kowsar Women Football league | Hazfi Cup            | Iranian Super Cup      |
| Kyrgyzstan   | Kyrgyzstan League Kyrgyzstan Women's Championship    | Kyrgyzstan Cup       | Kyrgyzstan Super Cup   |
| Tajikistan   | Tajik League                                         | Tajik Cup            | Tajik Supercup         |
| Turkmenistan | Ýokary Liga                                          | Turkmenistan Cup     | Turkmenistan Super Cup |
| Uzbekistan   | Uzbek League Uzbek women's football championship     | Uzbekistan Cup       | Uzbekistan Super Cup   |

## Bảng xếp hạng
| AFC | FIFA | Quốc gia     | Điểm | +/− |
| --- | ---- | ------------ | ---- | --- |
| 1   | 36   | Iran         | 727  | -3  |
| 7   | 75   | Kyrgyzstan   | 424  | +40 |
| 13  | 88   | Uzbekistan   | 381  | -16 |
| 22  | 118  | Tajikistan   | 271  | +6  |
| 26  | 129  | Turkmenistan | 242  | -15 |
| 29  | 142  | Afghanistan  | 194  | +6  |

| AFC | FIFA | Quốc gia    | Điểm | +/−        |
| --- | ---- | ----------- | ---- | ---------- |
| 8   | 41   | Uzbekistan  | 1557 | Giữ nguyên |
| 12  | 58   | Iran        | 1411 | -2         |
| 23  | 101  | Tajikistan  | 1018 | -2         |
| 28  | 106  | Afghanistan | 884  | Giữ nguyên |
| **  | **   | Kyrgyzstan  | 1134 | +1         |

## Ủy ban điều hành
| Vị trí           | Họ tên               | Năm hoạt động |
| ---------------- | -------------------- | ------------- |
| Chủ tịch         | Mirabror Usmanov     | 2015 - 2019   |
| Phó chủ tịch     | Rustam Emomali       | 2015 -        |
| Tổng thư ký      | Sardor Rakhmatullaev | 2015 -        |
| Phó tổng thư ký  | Seyed Reza Aghazadeh | 2015 -        |
| Phó chủ tịch AFC | Ali Kafashian        | 2015 -        |
| Nữ tổng thư ký   | Zohra Mehri          | 2015 -        |

## Các giải bóng đá
Phó tổng thư ký người Afghanistan Seyed Reza Aghazadeh công bố vào tháng 2 năm 2015 rằng Giải vô địch bóng đá Trung Á có thể sẽ bắt đầu vào năm 2016. Giải vô địch bóng đá U-15 Trung Á đầu tiên bắt đầu vào ngày 23 tháng 3 năm 2015 ở Tokyo.